# 페데리코 가티
페데리코 가티 (Federico Gatti, 1998년 6월 24일 ~ )는 이탈리아의 축구 선수이며, 유벤투스에서 센터백으로 뛰고 있다.